# Великан (опера)
«Великан» — первая опера Сергея Прокофьева в 3 действиях (6 картинах) на либретто композитора, созданная автором в возрасте девяти лет. Впервые поставлена в 1901 году силами друзей и родственников. Опера не имеет номера опуса в списке сочинений композитора.

## История создания оперы
Оперу «Великан» Сергей Прокофьев написал в возрасте 9 лет (с февраля по июнь 1900 года) в имении Сонцовка Бахмутского уезда Екатеринославской губернии, где его отец работал управляющим поместьем Дмитрия Дмитриевича Сонцова. Перед этим мальчик впервые побывал в оперном театре. Впечатление от двух опер («Фауст» Шарля Франсуа Гуно и «Князь Игорь» Александра Бородина) и балета («Спящая красавица» Петра Ильича Чайковского), которые он услышал будучи в Москве, было настолько сильным, что, вернувшись в Сонцовку, Прокофьев заявил матери, что собирается написать оперу. Окончание работы над ней было отмечено походом к фотографу:

«Тётя Таня водила к фотографу, снявшему меня перед картонным пианино, на пюпитре которого стоял белый лист. Готовые фотографии были отнесены к тёти-Таниному сослуживцу, обладателю каллиграфического почерка, и он мелко вывел на них: Опера "Великан", соч. Сережи Прокофьева»— С. С. Прокофьев. Человек, События, Время. Сборник под редакцией М. И. Нестьевой
На двух экземплярах фотографии юного Сергея Прокофьева за пианино на листе белой бумаги вписано от руки название другой (так и незаконченной) оперы композитора — «На пустынных островах».
Опера подверглась, к ужасу автора, редактированию со стороны матери после создания первого акта. Под предлогом, что рукописный текст слишком грязный, она принялась править его: поменяла имена героев, стоявших первоначально в тексте, на производные от них фамилии; четыре форте в арии Великана были заменены на два (затем остановились на компромиссе — трёх); исправлены трёхчетвертные такты, содержавшие три с половиной четверти по вине автора; эпизоды, написанные на разных листках и между собою не стыковавшиеся, были согласованы друг с другом. Опера была посвящена (на тот момент существовало только первое действие) вопреки желанию автора тёте композитора (тёте Тане — младшей сестре матери композитора, Татьяне Григорьевне Житковой, она умерла в 1912 году) по настоянию матери, пытавшейся утешить её из-за обрушившегося на неё несчастья — смерти матери. Прокофьев долго сопротивлялся этому посвящению, решающим доводом стало напоминание о многочисленных подарках тёти (чаще всего это были игрушечные кареты), которые он уже получал и на которые может рассчитывать в будущем в случае успеха оперы у тёти Тани. 
Первоначально нотный текст был написан на отдельных грязных листах бумаги, поэтому он был переписан набело каллиграфическим почерком Луизой Роблен (молодой француженкой, дочерью участника обороны Парижа от прусской армии в 1871 году, которая обучала Прокофьева музыке и верховой езде) в Петербурге, куда её увезла тётя Таня, партитура была переплетена в красное с золотом.

## Сюжет

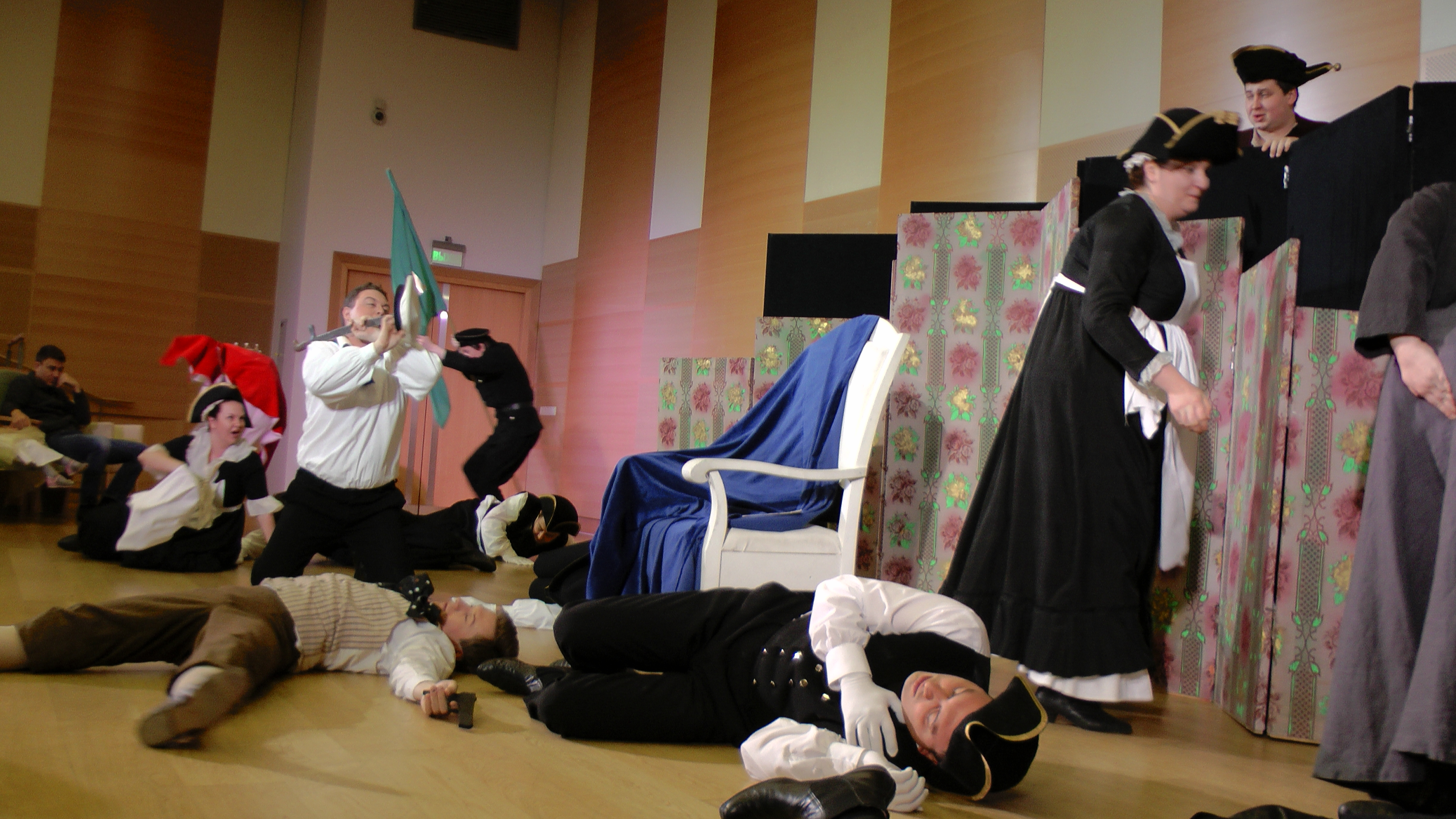
Постановка Академии молодых певцов Мариинского театра, март 2016. 2 акт (Картина 5) оперы Сергея Прокофьева «Великан».

Позже Прокофьев настаивал на том, что «По форме это была <именно> commedia dell ’arte: выдумывался скелет, а затем актёры импровизировали». Сюжет оперы создавался по ходу сочинения оперы вместе с друзьями по совместным играм (авторы собирались создать либретто в стихах, но удалось зарифмовать только отдельные эпизоды). В центре событий был некий Великан, который воспринимался как олицетворение взрослого мира, с которым сталкиваются сам Серёжа Прокофьев (Сергеев в опере) и его друзья Егорка (в опере — Егоров) и Стеня (сестра Егорки, в опере она фигурирует под своим полным именем Устинья). К основным четырём персонажам прибавились король, солдаты, гости на торжестве в честь победы над Великаном. 
Так выглядит реконструкция сюжета оперы:
- Увертюра (от тридцати до сорока тактов).
- Действие 1.
  - Картина 1. Дом Устиньи. Появляется Великан, который пугает Устинью. Появившиеся Сергеев и Егоров спасают девушку и «случайно» оставляют свои визитные карточки.
  - Картина 2. [Дом Устиньи, но действие происходит на следующий день] Устинья пьёт чай, а затем уходит на почту, чтобы отправить пригласительные открытки спасителям. Появляется Великан, не найдя Устиньи, которую он собирался съесть, он съедает её обед. Возвращается Устинья, она снова падает в обморок в присутствии пришедших в гости Сергеева и Егорова, после того, как видит съеденный Великаном обед. Ужаснувшись следам побывавшего здесь Великана, Сергеев и Егоров принимают решение сообщить о нём королю.
- Действие 2.
  - Картина 3. Лес. Входит Сергеев, выслеживающий Великана. Появляется Великан, называющий себя царём.
  - Картина 4. Дворец. Адъютант докладывает королю, что явился Сергеев. Король принимает его. Сергеев сообщает королю о Великане. Выслушав Сергеева, король соглашается предоставить ему войско. Проходит мимо Великан, слышит это и поёт дуэтом с королём: «они хотят убить меня» (эту ситуацию сам композитор объяснял так: «король принимает Сергеева, сидя на балконе, а Великан проходит внизу»[18]).
  - Картина 5. Лес. Сергеев и Егоров ведут солдат. Появляется Великан, и начинается бой. Великан одерживает победу и уходит. Сергеев отступает, убитые и раненый Егоров остаются на поле битвы. Егоров жалуется, что его бросили. Возвращается Сергеев с подкреплением и объясняет, что военная необходимость заставила его отступить.
- Действие 3.
  - Картина 6. Празднество у Устиньи. Устинья поёт ариозо. Входят Сергеев, Егоров, гости. Появляется король. Он заявляет, что не может бороться с Великаном, проклинает присутствующих и закалывается ножом. Все потрясены, поют: «Да здравствует наш Великан!». На этом опера заканчивалась.

Отец композитора выразил недовольство «революционным» финалом оперы, поэтому его текст так никогда и не был вписан в ноты. Отец предложил закончить оперу примирением короля с Великаном, но юный композитор отказался.

## Художественные особенности оперы
В музыке присутствовали запоминающиеся изобразительные детали: чириканье птиц, мрачно-бравурная ария Великана. В первой детской опере Прокофьева музыковеды находят тяготение к устрашающим эффектам, к гиперболе, к живописной звуковой натуре. Каждый персонаж имел свой коронный номер — своеобразную самохарактеристику: ариозо и ария Сергеева, ариозо и ария Великана, ариозо и ария Устиньи….
В опере нашлось место для контрапункта: когда король поёт об отряде, который он даёт Сергееву и Егорову для похода, мимо проходит Великан, он слышит тираду короля и поет одновременно: «они хотят убить меня». 
Многие фрагменты оперы носят танцевальный характер, использованы вальс и полька. Военные эпизоды были выстроены в ритме марша. Сам композитор признавался, что, очевидно, они были написаны под воздействием маршей из «Фауста» Гуно, «Аиды» Джузеппе Верди и «Пророка» Джакомо Мейербера.
В конце оперы, когда гости пели: «да здравствует наш Великан!», в заключительном тремоло предусматривалось исполнение фа пятой октавы, не существующего на фортепианной клавиатуре. Мать композитора настаивала на отказе от этой ноты, но затем согласилась уступить сыну, так как «пределы клавиатуры не должны стеснять фантазии молодого композитора».

## Судьба сочинения и постановки

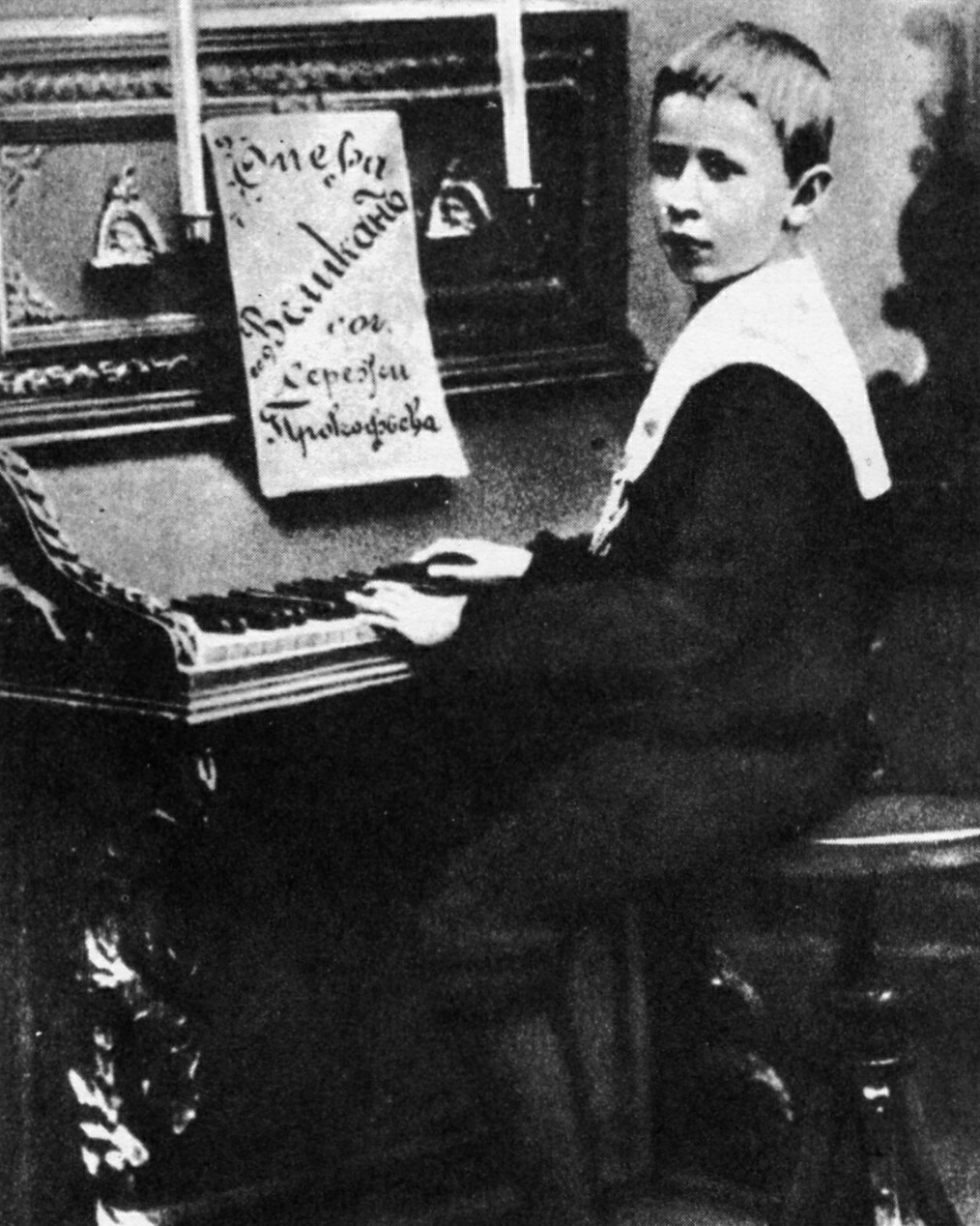
Сергей Прокофьев в 1900 году

В «Автобиографии» композитора сохранилось упоминание о том, как предполагалось и происходило исполнение оперы в домашнем театре: пьеса обыкновенно разыгрывалась в одной комнате, а зрители сидели в другой, перед закрытой дверью, открытие двери между комнатами заменяло поднятие занавеса.
Впервые опера была исполнена летом 1901 года в имении Раевских в Калужской губернии, но исполнено было только Действие 1. В исполнении оперы приняли участие сам Прокофьев, его двоюродные братья (старшему из которых — Андрею Раевскому было уже девятнадцать лет), кузина Катя и тётя Таня, изображавшая Великана. На репетиции, подготовку костюмов и декораций был потрачен только один день. Автор сам руководил репетициями спектакля.
Состав исполнителей и распределение ролей:
| Роль    | Первое исполнение, лето 1901 (режиссёр — Сергей Прокофьев, фортепиано — Андрей Раевский) |
| ------- | ---------------------------------------------------------------------------------------- |
| Великан | Татьяна Григорьевна Житкова                                                              |
| Сергеев | Сергей Прокофьев                                                                         |
| Устинья | Катя Раевская                                                                            |
| Егоров  | Шура Раевский                                                                            |

Спектакль начался с конфуза. Автор спел от волнения чужие слова, но затем:

«Спектакль продолжался гладко, тётушки нашли, что кузина очень, очень мило спела арию Устиньи и что безусловно стоит продолжать уроки пения. Вторая картина протекла менее стройно, потому что её недоучили, но всё таки первый акт пришел к благополучному концу. Все аплодировали и были в восторге. Дядюшка Раевский, очень довольный представлением, смеясь и по привычке дёргая себя за нос, сказал: "Ну, Сережа, когда тебя будут давать на императорской сцене, помни, что первый раз твоя опера была исполнена у меня в доме!"»— С. С. Прокофьев. Автобиография
В Москве зимой 1901/1902 года, прослушав отрывки из «Великана» и увертюру ко второй опере мальчика — «На пустынных островах», Сергей Танеев дал совет начать систематическое обучение мальчика теории музыки (пояснив: «Иначе он усвоит ошибки, от которых потом трудно будет отделаться»). Клавир оперы (неполный) хранится в Центральном Государственном архиве литературы и искусства, фонд 1929.
Композитор оставил в своей «Автобиографии» подробное описание либретто оперы и нотные фрагменты отдельных эпизодов, нотные примеры из оперы есть и в его каталоге детских сочинений (в одиннадцать лет Прокофьев составил каталог своих произведений с начальными тактами каждого из них и годом сочинения, но некоторые произведения он не счёл достойными для включения в каталог). В архиве Прокофьева сохранилось всего 12 нотных страниц. В начале 90-х годов клавир «Великана» был восстановлен Сергеем Сапожниковым. 
Неоднократно высказывались сомнения в возможности считать такую реконструкцию прокофьевской:

«От оперы "Великан" сохранились разрозненные листы. С. Р. Сапожников, дописавший музыкальные куски взамен утраченных и в 1991 году издавший сочинение под своей редакцией, построил большую часть первой картины на слегка изменённой цитате из первых тактов песни "Степь да степь кругом…" — но это, конечно, не имеет к детскому сочинению Прокофьева никакого отношения… На самом деле, авторского в опубликованном "Великане" чуть больше половины, включая — стоит ли удивляться? — звучащий в конце оперы вальс».— Вишневецкий И. Г. Сергей Прокофьев
В 1991 году детская группа Московского музыкального театра Бориса Покровского осуществила спектакль «Играем в Сергея Прокофьева», этот спектакль включал сокращённый вариант оперы. В 2000 году Сапожников создал свободную оркестровую версию оперы. Он изменил либретто — Великан на протяжении спектакля пугал детей, а когда побеждённый в бою король хотел заколоться, всё кончалось миром — все герои славили Великана. В 2000 году опера в этой версии была записана на фонограмму, а также поставлена в фойе «Новой оперы» к 110-летию композитора детским театром «Светофор» в режиссуре Ольги Минаичевой. Эта постановка оперы была представлена в Норвегии (Берген, 2001). Следующая постановка была осуществлена на Малой сцене Театра на Таганке (2002). В 2006 году в Бонне постановку приблизили к авторскому либретто. Сопровождал оперу небольшой оркестр (дирижёр Павел Брохин). В 2010 году в Михайловском театре состоялась премьера оперы в Санкт-Петербурге. Режиссёр-постановщик оперы — Аркадий Гевондов, дирижёр — Михаил Леонтьев, художник-постановщик — Елена Якименко. Опера входит в репертуар Академии молодых певцов Мариинского театра, исполняется в зале Прокофьева на Новой сцене театра. Музыкальной частью постановки руководит Лариса Гергиева, постановка Александра Маскалина.
Телевизионный документальный фильм о Прокофьеве режиссёра Андрея Некрасова «Блудный сын» (1991) содержит реконструкцию сцены премьеры оперы «Великан», но фильм показывает Прокофьева за фортепиано, в то время как на самом деле эту партию исполнял его двоюродный брат Андрей.